# Province de Phongsaly

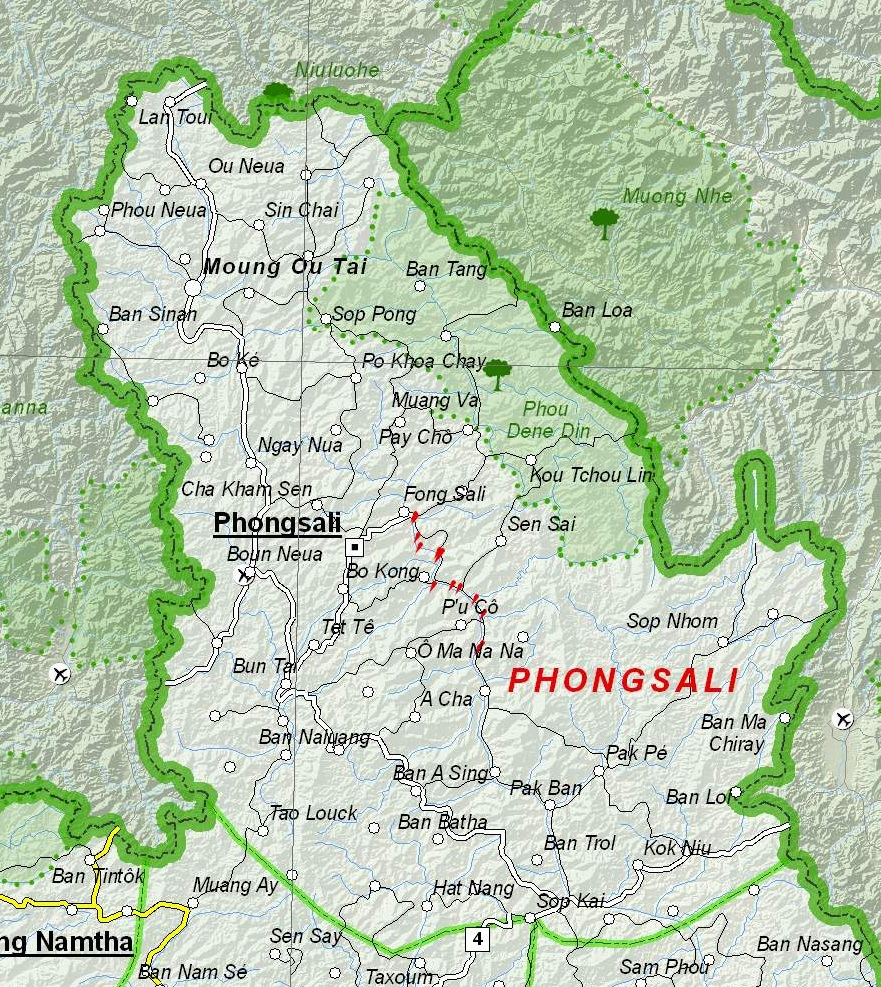
Carte de la province

La province de Phongsaly est la province la plus septentrionale du Laos. Elle est limitrophe du Yunnan (Chine) et de la province de Điện Biên (Vietnam). Traversée sur toute sa longueur par la Nam Ou, un affluent du Mékong, c'est la principale voie commerciale entre le Laos et la Chine. La province est très montagneuse et principalement recouverte de forêts.

## Histoire
Les Phunoi arrivent de Muang Sing ou de Birmanie à la fin du XVIIIe siècle. Les Hmong migrent depuis le Sud de la Chine et s'y installent à la fin du XIXe siècle. En 1895, un traité franco-chinois attribue les principautés de Phongsaly et Muang Sing, qui appartenaient aux Tai Lue de Sip Song Phan Na, au Laos français. Entre 1908 et 1910, les Tai Lue se révoltent contre l'autorité coloniale. L'armée coloniale reprend ensuite le contrôle total de Phongsaly. En 1936, Sithon Kommadam et son frère Kamphanh sont emprisonnés à Phongsaly car ils ont participé à la révolte armée de leur père Ong Kommandam contre les Français de 1934 à 1936. Après la libération de Sithon en 1945, il crée des bases de résistance à Phongsaly et prend rapidement contact avec les Việt Minh. Les communistes prennent le pouvoir en 1954 dans la province ; les Phunoi bouddhistes subissent ensuite des purges religieuses. Après les Accords de Genève, les forces communistes du Pathet Lao reçoivent des zones de regroupement dans la province. Phongsaly est intégré au Gouvernement royal lao le 18 décembre 1957.

## Géographie
La province de Phongsaly a une surface de 16 270 km2 dont 77 % sont recouverts de forêts. La province est frontalière du Yunnan (Chine) au nord et à l'ouest, de la province de Điện Biên (Vietnam) à l'est, de la province de Luang Prabang au sud et de la province d'Oudomxay au sud-ouest. C'est une région montagneuse qui va d'environ 450 à 1 800 mètres d'altitude. Le plus haut sommet de la province est le Phou Doychy qui a une altitude de 1 842 mètres. La rivière Nam Ou prend sa source dans le Nord de la province, la traverse jusqu'à Muang Khoua puis coule vers la province de Luang Prabang où elle se jette dans le Mékong.

## Aires protégées
L'aire protégée de Phou Den Din couvre 2 220 km2 dont 1 310 au dans la province de Phongsaly et le reste au Vietnam,. À l'intérieur, la zone importante pour la conservation des oiseaux (ZICO) de Phou Den Din a une surface de 1 268,8 km2. Son altitude va de 500 à 1 850 mètres. Elle couvre la rivière Nam Ou et son bassin versant, la confluence de la rivière Nam Khang et du terrain montagneux. De nombreuses zones sont inhabitées.

## Divisions administratives
La province est découpée en 7 muangs (ou districts) :
| Carte | Code                  | Nom   | Nom lao | Population (2015) |
| ----- | --------------------- | ----- | ------- | ----------------- |
|       |                       |       |         |                   |
| 02-01 | District de Phongsaly | ຜົ້ງສາລີ | 23 337  |                   |
| 02-02 | District de May       | ໃໝ່    | 26 361  |                   |
| 02-03 | District de Khoua     | ຂວາ   | 26 164  |                   |
| 02-04 | District de Samphanh  | ສຳພັນ  | 24 420  |                   |
| 02-05 | District de Boun Neua | ບຸນເໜືອ | 22 285  |                   |
| 02-06 | District de Yot Ou    | ຍອດອູ  | 31 145  |                   |
| 02-07 | District de Boun Tay  | ບຸນໃຕ້  | 24 277  |                   |

## Démographie
En 2015, la province a une population de 177 989 habitants. La densité de population est de 11 habitants par km2, la plus basse du pays. 19,1 % des habitants vivent en zone urbaine, 59,5 % dans des zones rurales accessibles par la route et 21,4 % dans des zones non accessibles par la route.
Les ethnies minoritaires présentes dans la région sont entre autres les Khmu, les Tai Dam, les Thai Daeng, les Yao, les Leu, les Hor, les Hmong, les Akha, les Yang, les Bid et les Lolo.

## Économie

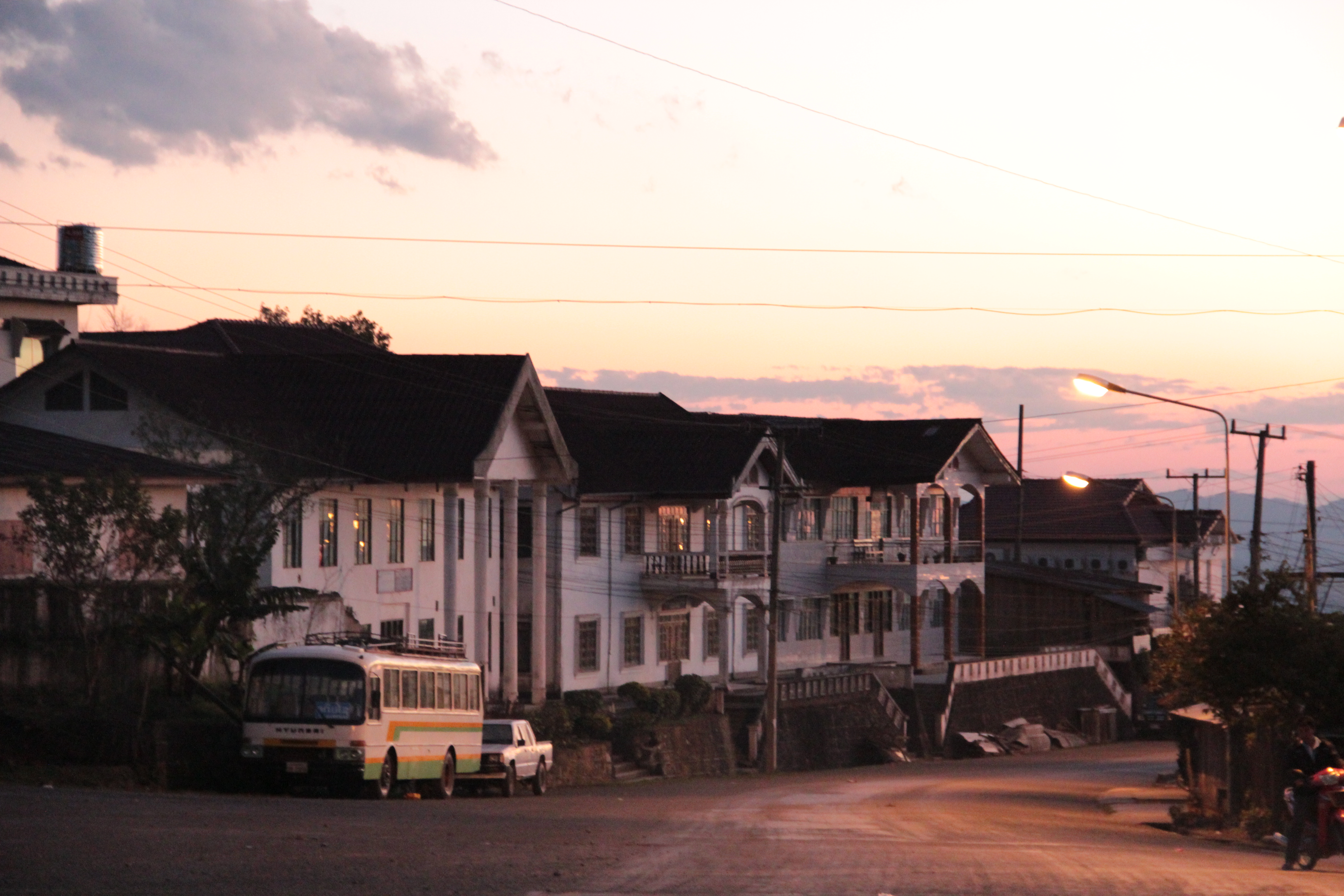
Une rue de Phongsaly.

L'agriculture occupe la plupart des habitants de la région. Ils pratiquent majoritairement l'agriculture sur brûlis. Le riz est la culture majoritaire et le maïs, les légumes, les cacahouettes et la canne à sucre sont également importants dans la région, ainsi que la culture du thé.
Quelques investisseurs étrangers, principalement chinois, sont actifs dans l'agroforesterie, l'hydro-électricité et l'industrie minière. Des gisements de charbon, de cuivre et de zinc sont présents dans la province.

## Tourisme
Le nombre de touristes internationaux dans la province a fortement augmenté entre 2013 et 2017 : il a passé de 57 143 à 144 012. Le nombre de touristes domestiques a passé de 79 497 à 60 807. En 2017, la province compte 9 hôtels et 62 maisons d'hôtes pour un total de 746 chambres et 1 133 lits. L'office du tourisme de Phongsaly organise des treks vers les villages des ethnies minoritaires.

## Transports
La route 1A part de Pak Nam Noy dans le Sud et traverse la province en passant par Boun Neua jusqu'à la frontière chinoise. La route 2E permet de rejoindre Muang Xay dans la province d'Oudomxay et Dien Bien Phu au Vietnam depuis Pak Nam Noy.

## Lieux d'intérêt
La capitale de la province, Phongsaly, se situe à 1 400 mètres d'altitude. On y trouve un ancien quartier de maisons en bois de style yunnanais. La montagne de Phou Fa, à 1 625 mètres, est proche de la capitale et offre une vue sur la ville et la région. Une route mène au sommet mais on peut aussi y accéder par un escalier de 431 marches,.
Le Wat Luang Ou-Neua est un monastère bouddhiste de style Tai Lue qui date de 1455. Il est situé dans le district de Yot Ou dans le Nord de la province. Le Wat Ou-Tai a été construit par Praya Chakkawattiraja à la même époque.